# CONduit
A CONduit egy széles körű sci-fi és fantasy találkozó, amelyet minden évben májusban rendeznek meg az Egyesült Államokban, a Utah állambeli Salt Lake Cityben.
A CONduit-ot 1989-ben alapították. Két évig tartott, míg az első találkozót meg tudták rendezni. Ugyan más témájú találkozókat is tartanak Utahban, a CONduit a legnagyobb érdeklődést kiváltó találkozó az államban, mely alkalmat ad arra, hogy szakmabeliek találkozhassanak egymással és a rajongókkal.
Minden évben a CONduit egy jótékonysági árverést tart egy helyi ügyért. Az elmúlt években ez az árverés a Reading for the Future (Olvasás a jövőért) nevű nonprofit szervezet javára történt, amely szervezet az olvasást népszerűsítette a fantasztikus és fikciós irodalmon keresztül. Az RFF, mely a Utahi Diák Irodalmi és Művészeti Versenyeket szervezte 2010 januárjában megszűnt.
A nevezetesebb, a rendezvényre ellátogató helyi személyiségek között szerepelnek: Brandon Sanderson, L.E. Modesitt, Jr., Tracy Hickman, Anne Wingate, Dan Willis, Bradley Williams, Eric James Stone, James Dashner, Dave Wolverton, Paul Genesse, Kevin Wasden és Howard Tayler.

## A következő találkozó

### CONduit 23: The Dark Guilds of CONduit
A 23. CONduit találkozót, mely A Sötét Szövetségek CONduit-ja címet kapta, 2013. május 24-26. között  rendezték meg. A helyszín ezúttal is a Radisson Hotel volt.

## Az eddig megrendezett találkozók

### CONduit
Kétéves szervezői munkát követően 1991 májusában rendezték meg első alkalommal a fantasy és sci-fi híveinek és alkotóinak találkozóját.
A rendezvény fontosabb vendégei voltak:
- Barbara Hambly (író)
- Derek Hegstead (művész)
- Erick Wujik (játék)

### CONduit 2: Son of CONduit
Fontosabb vendégek:
- Roger Zelazny (író)
- Liz Danforth (művész)
- Mike Stackpole (játék)

### CONduit 3: Bride of CONduit
Díszvendégek:
- Larry Niven (író)
- Frank & Laura Brodian Kelly Freas (művészek)
- Cat Faber (filk)

### CONduit 4: King CONduit
A Király CONduit díszvendégei:
- C. J. Cherryh (író)
- Liz Danforth (művész)
- Jennifer Roberson (író)

### CONduit 5: CONduit the Barbarian
Az 5. találkozó fontosabb résztvevői:
- Kristine Kathryn Rusch & Dean Wesley Smith (írók)
- David Cherry (művész)
- Elizabeth Gilligan & Katherine Kerr (írók)

### CONduit 6: Captain CONduit
A 6. avagy kapitány találkozó vendégei:
- Fred Saberhagen (író)
- Leonard Parkin (művész)
- L. Dean James (író)

### CONduit 7: CONduit of the Gods
Az Isten CONduit-jának díszvendégei:
- Timothy Zahn (író)
- Phil & Kaja Foglio (művész)
- Steve Jackson (játék)

### CONduit 8: Pirates of CONduit
A 8. találkozó levezetői:
- Dr. David Brin (író)
- Arthur Roberg (művész)
- D.C. Fontana (média)

### CONduit 9: Deep Space CONduit
A 9. rendezvény díszvendégei:
- Terry Brooks (író)
- Michael Goodwin (művész)
- Bjo & John Trimble

### CONduit 10: Night of the Living CONduit
A 2000-es, jubilleumi találkozó főbb résztvevői:
- Charles de Lint (író)
- Brian Durfee (művész)
- MaryAnn Harris (művész)
- Steve Jackson (játék)

### CONduit 11: A Space Oddity
A 11. CONduit vendégei
- Alan Dean Foster (író)
- Larry Elmore (művész)
- Three Weird Sisters (filk)

### CONduit 12: CONduit of the Rings
A Gyűrűk CONduit-jának elnöksége:
- Christopher Stasheff (író)
- Newton Ewell (művész)
- Jack Donnor (média)

### CONduit 13: The Nightmare CONtinues
A 13. konferencia vendégei:
- Harry Turtledove (író)
- Lynne Goodwin (művész)

### CONduit 14: Reloaded
Az "újratöltött" találkozó vendégei:
- Steve Miller & Sharon Lee (írók)
- Tracy & Laura Hickman (játék)
- Dr. Jordin Kare (tudomány)

### CONduit 15: Dragons of CONduit
A Sárkányok találkozójának jelentősebb résztvevői:
- Tim Powers (író)
- Charles Vess (művész)
- Dr. Susan J. Napier (anime)
- Shannon Hale (író)

### CONduit 16: Wizards of CONduit
A 16. alkalommal megrendezett konferencia meghívottjai:
- L. E. Modesitt, Jr. (író)
- James M. Carson (alkotó művész Spider-Man 3)
- Sam Longoria (rendező, gyártásvezető, színész és, film/színdarab író)

Források:

### CONduit 17: Shadows of CONduit
A 17. találkozót, az Árnyak CONduit-ját 2007. május 25-27. között tartották meg a belvárosi Radisson Hotelben.

A díszvendégek:
- David Weber (író)
- Mike Dringenberg (művész)

### CONduit 18: Chronicles of CONduit
2008. május 23-25. között került sor a Krónikák CON-jára, melynek meghívott résztvevői:
- Michael A. Stackpole (író)
- Theresa Mather (művész)

### CONduit 19: Evil Overlords of CONduit
A 19., a Gonosz Hűbérurak CONduit-jaára 2009. május 22-24. került sor.

Meghívottak:
- Dave Wolverton (író, aki a David Farland állnevet is használja)
- Howard Tayler, a Schlock Mercenary című webképregény megalkotója.[5]

### CONduit 20: Space Pirates of CONduit
Az Űr Kalózok CONduit-ját, mely a 20. jubillemi találkozó volt, 2010. május 28-30. között tartották meg az állandó helyszínnek tekinthető Radisson Hotelben, Salt Lake City belvárosában.

Díszvendégek:
- Barbara Hambly, aki az első CONduit vendége is volt[6]
- Kevin Wasden, a Technosaurs webképregény megalkotója.

### CONduit 21: Caped CONduit
A CONduit 21 vagyis a Köpenyes CONduit 2011. május 27-29-én volt megtartva, melynek vendégei voltak:
- Carole Nelson Douglas (író)
- Joey Shoji (filk)

### CONduit 22: Time Lords of CONduit
A 22. találkozóra, mely az Idő Urak CONduit-ja alcímet viselte 2012. május 25-27. között került sor.

A fontosabb meghívott vendégek közé tartozott:
- Tamora Pierce (író)
- Tim Russ (színész)
- Mary Ellen Smith

## Fordítás
Ez a szócikk részben vagy egészben  a   CONduit (convention) című angol Wikipédia-szócikk ezen változatának fordításán alapul.  Az eredeti cikk szerkesztőit annak laptörténete sorolja fel. Ez a jelzés csupán a megfogalmazás eredetét és a szerzői jogokat jelzi, nem szolgál a cikkben szereplő információk forrásmegjelöléseként.

## Külső hivatkozások
- A CONduit hivatalos oldala